# Вороничи (Витебская область)
Вороничи (бел. Варо́нічы) — деревня в Полоцком районе Витебской области Беларуси. Административный центр Вороничского сельсовета. Население — 389 человек (2019).

## География
Деревня находится в 20 км к юго-западу от Полоцка. Деревня стоит на западном берегу вытянутого озера Воронец, в южной части переходящего в озеро Бороды. Через озёра протекает река Ушача. Через Вороничи проходит автодорога Н3200 Полоцк — Ушачи, прочие местные дороги соединяют Вороничи с окрестными деревнями. Ближайшая ж/д станция в посёлке Ветрино в 15 км к северо-западу (линия Полоцк — Молодечно).

## История
Первое упоминание в источниках о Вороничах относится к 1552 году. Большая часть села находилась во владении церкви, остаток принадлежала полоцким мещанам.
Во время Ливонской войны (1558—1583), после взятия в 1563 году Полоцка войсками Ивана Грозного, Вороничи были одним из форпостов обороны Великого княжества Литовского. В это время поселение включили в состав государственных владений, а в 1566 году полоцкий городничий Ф. Жук начал здесь строительство укреплённого замка. После окончания войны имение вернули церкви. Строительство замка способствовало значительному увеличению количества жителей и способствовало преобразованию села в местечко. В конце XVI века в местечке построена православная церковь Рождества Богородицы. В 1601 году Вороничи насчитывали 37 домов.
В результате второго раздела Речи Посполитой (1793) Вороничи оказались в составе Российской империи, где стали центром волости Лепельского уезда Витебской губернии. В конце XVIII века в Вороничах построен костёл, а в 1863 году православная церковь Святого Георгия. В XIX веке в местечке существовали начальная школа, больница. C 1811 по 1906 год имение принадлежало Лисовским, дворянская усадьба сохранилась в соседней с Вороничами деревне Близница. В начале XX века Вороничи насчитывали 57 дворов.
С 1919 по 1924 год Вороничи входили в состав РСФСР, с 1924 года — в БССР. В 1970 году здесь было 163 двора и 511 жителей, в 1992—243 двора и 543 жителя.
Во время Великой Отечественной войны Вороничи были оккупированы фашистами, здесь было создано гетто. В январе 1942 года фашисты расстреляли 60 евреев, практически всё еврейское население деревни. Ещё 74 человека было убито в деревне в феврале 1942 года в ходе карательной антипартизанской акции.
От некогда богатого архитектурного наследия Вороничей не осталось практически ничего, кроме корчмы, ныне превращённой в сельсовет и нескольких старых еврейских домов.

## Достопримечательность
- Памятник евреям, погибшим в Вороничском гетто

- Замчище
- Кладбище еврейское
- Братская могила (1941—1944) —  Историко-культурная ценность Республики Беларусь, шифр 213Д000651
- Церковь

### Утраченное наследие
- Часовня (1880; католическая)
- Костёл (XVIII в.)
- Синагога
- Усадьба Лисовских (XVIII в.)
- Церковь Рождения Божьей Матери (XVI в.)
- Церковь Святого Георгия (1863)
- Витовтовые тарелки — камень с шестью отшлифованными углублениями, который еще в конце XIX в. лежал возле деревни.
- Витовтовые вилки — камень с двумя углублениями, которые формой напоминали вилки. Располагался на берегу р. Ушача. По преданию, на них обедал князь Витовт.

## Галерея
- Бывшая корчма, ныне сельсовет (конец XIX-начало XX века)
- Сельсовет
- Памятник евреям, погибшим в гетто
- Вид с замчища
- Вид с замчища
- Вид с замчища
- Вид с замчища
- Вид с замчища
- Замчище
- Памятный знак у замчища
- Памятник на замчище
- Памятник около замчища